# Gianpaolo Faelli
Gianpaolo Faelli (Parma, 8 aprile 1972) è un artista marziale italiano.
Con più di 165 match all'attivo, e 19 anni di attività agonistica alle spalle, è uno degli atleti più esperti e conosciuti del panorama italiano ed è inoltre maestro di thai boxe.
Faelli ha conquistato due titoli mondiali professionistici, nel 1999 e nel 2008, in due diverse sigle internazionali, la WMTA e la WFC, e un titolo europeo professionistico nel 2000, sigla EMTA. Ha conquistato la medaglia di bronzo ai mondiali di Bangkok nel 1995 e la vittoria degli europei IAMTF nel 1994. Diversi i titoli italiani conquistati, tre nella sigla WAKO Pro. Nel corso della sua lunga attività, ha combattuto tra i 63 e i 72 kg, spaziando dalla categoria dei pesi leggeri a quella dei medi. Faelli è specialista delle azioni di clinch, delle tecniche di calcio e delle manovre difensive. Il background tecnico di Faelli affonda le sue radici nel Tae Kwon Do, disciplina in cui ha combattuto e si è diplomato maestro, ma che ha presto affiancato alla pratica del kickboxing e della muay thai. Puro striker tout-court, ha combattuto in diverse competizioni internazionali, in gioventù in discipline anche molto diverse, arrivando a gareggiare nel Tae Kwon Do, nel kickboxing, nella Savate, nella boxe, e nella thai boxe, disciplina in cui ha ottenuto i massimi risultati.
Tra i suoi avversari, si possono citare: Parinya (n°4 del Lumpinee St.), Willa (n°6 del Rajamedern St.), Fabio Corelli, Giovanni Perlungher, Joan Vidot, Red Valli, Sidi Kone, Dino Orso, Alessandro Alias, Gianpaolo Isabella, Mohamed Mojahid, Marco Santi, Franco Lazzaro, Fabio Campo.

## Allievi
Tra i suoi allievi spiccano due campioni italiani professionisti di thai boxe: Simone Desirelli e Marco Chiesa.